# Джото
Вижте пояснителната страница за други личности с името Джото.
Джото ди Бондоне (на италиански: Giotto di Bondone), по-известен само като Джото, е италиански художник и архитект, работил в епохата преди Ренесанса. Джорджо Вазари го описва като инициатор на решително скъсване с преобладаващия византийски стил и създател на „голямото изобразително изкуство, което познаваме днес, въвеждайки техниката на естественото рисуване на живота, пренебрегвана в продължение на над двеста години“.
Шедьовърът на Джото са фреските в Капела Скровени (Капела дел Арена) в Падуа, завършена около 1305 г. Цикълът от фрески изобразява живота на Дева Мария и на Христос. Цикълът се счита за едно от най-добрите произведения на Проторенесанса.
Сред малкото точно установени факти от живота му са авторството на Капела Скровени и проектът му за нова камбанария на Флорентинската катедрала, направен през 1334 г. Почти всичко от неговия живот е обект на спорове: датата му на раждане, родното място, как е изглеждал, къде е чиракувал, поредността на творбите му, дали е автор на прочутите фрески в базиликата на Св. Франциск в Асизи, както и къде е погребан.

## Биография
Роден е през 1267 година във Веспиняно, близо до Флоренция, в семейството на земеделеца Бондоне. Някои автори смятат, че истинското му име е съкращение от Амброджо (Амброджото) или Анджело (Анджелото).
Джорджо Вазари разказва в своите „Животописи на най-знаменитите художници, скулптори и архитекти“, че когато Джото станал на 10, баща му го пратил да пасе овцете и, докато ги пасял, малкият рисувал върху земята и по камъните с остро камъче. Един ден художникът Чимабуе минавал случайно оттам и видял момчето да рисува овца, толкова реалистична и съвършена, че незабавно попитал баща му дали може да го вземе чирак. Бащата на Джото се съгласил и така започнала кариерата на младия художник.
След завършване на обучението си в течение на 12 години Джото работи в различни градове – Авиньон, Ферара, Неапол, Падуа, Равена, Рим, Верона, Салерно и други. През 1311 година става член на флорентинската гилдия на художниците. В периода 1328 – 1333 година е придворен художник на неаполитанския крал Роберто Анжуйски. От 1334 година е главен архитект на Флоренция.
Джото умира на 8 януари 1337 година във Флоренция на 70-годишна възраст. Погребан е в Санта Мария дел Фиоре.

## Творчество
За оформянето на Джото като художник освен неговият първи учител Чимабуе голяма роля изиграва и Пиетро Кавалини. Повлияват му и идеите на Франциск Асизки за връщането към раннохристиянския идеал.

### Капела дел Арена, Падуа
Сред най-известните творби на Джото са стенописите в капелата (параклис) на семейство Скровени в Падуа, посветени на епизоди от живота на Дева Мария и Исус Христос.
Капела дел Арена е създадена между 1303 и 1305 година по поръчка на гражданина на Падуа Енрико Скровени. Джото е смятан и за архитект на капелата (този въпрос се оспорва от много изследователи), но несъмнено е, че фреските в параклиса принадлежат именно на него – ферарският хронист Рикобалдо през 1312 – 1313 година ги назовава „творение на Джото“, наред със стенописите във францисканските църкви в Асизи, Римини и Падуа.
Цикълът се състои от 36 фрески с изображения на младостта на Христос и Страстите. Тяхното разполагане по стените е строго обмислено, с отчитане на планировката на параклиса и неговото естествено осветление. Джото привлича ученици и помощници и в тази творба, но не в ущърб на целостта на общия замисъл. Композиционното майсторство на Джото тук се проявява с преместването на перспективата на нивото на погледа на зрителя, с което художникът достига оптическо сливане. Подреждането на образите в картината се подчинява на художествената логика, но без биеща на очи ефектност.
Джото рисува фигурите така, че те изглеждат пластични. Той ги предава като едри, понятни, осезаеми фигури. Персонажите са по-близки до живота и по0правдоподобни и така по--силно се чувства човешката драма. Според Кенет Кларк Джото е един от най-големите майстори на драмата в живописта. :с. 101
Под ръководството на Джото е изписан централният неф; фреските на стените на апсидата се отнасят към школата на Джото. Смята се, че те са изпълнени след 1317 година. Творбата ознаменува решаваща промяна в развитието на европейската живопис – появата на чувства и пространство, в което се движи човекът. 

### Капели на Барди и Перуци в базиликата Санта Кроче
Други известни негови фрески са тези в капелите на родовете Барди и Перуци в базиликата Санта Кроче. В капела Барди се намират шест известни сцени, посветени на Свети Франциск. В капела Барди са изобразени сцени от живота на Йоан Кръстител и Йоан Евангелист. Джото е автор и на много олтарни образи – „Полагането в гроба“ (галерия Уфици), „Успение Богородично“ и други.

### Асизи
Смята се, че стенописите в базиликата на Св. Франциск в Асизи също са на Джото, макар че според някои изследователи те са по-скоро дело на негови ученици. Това е централен проблем в изследването на творчеството на Джото. Няма съмнение, че художникът е работил в Асизи, тъй като това съобщава Рикобалдо Ферарезе в Compilatio chronologica, написана през 1319, когато Джото е още жив. По-късни автори, включително Вазари, поясняват, че работите на Джото са в голямата двойна църква. По времето на Вазари няколко фрески от Горната и Долната църква са приписвани на Джото, като най-важен е цикълът от 28 сцени от живота на свети Франциск в кораба на Горната църква и францисканските добродетели и още няколко фрески в долната църква. (Някои от фреските са повредени от земетресение на 26 септември 1997 г. и се възстановяват постепенно)

### Неапол
По сведения на Джорджо Вазари, още докато е във Флоренция, Джото създава на стената на Палацо дела Синьория портрет на сина на краля на Неапол, Роберто Анжуйски. Карл Калабрийски, кмет на Флоренция през 1326 – 1327 година, е изобразен на колене пред Мадоната.
В периода 1328 – 1333 година Джото се намира при двора на неаполитанския крал Роберто Анжуйски. Възможно е да са го препоръчали Барди, банкерите на краля. Джото работи над фрески в църквата „Кастел Нуово“, капела ди Санта Барбара, личната капела на краля. Серията фрески „Девет герои“ (не е съхранена), а една от залите на „Кастел Нуово“ се споменава в сонетите на Франческо Петрарка. На 20 януари 1330 година крал Роберто присвоява на Джото титлата „придворен художник“.

### Архитект
Освен живописец Джото е и архитект. Той ръководи строежа на флорентинската катедрала Санта Мария дел Фиоре след Арнолфо Камбио. Негов е проектът за камбанарията ѝ.
Джото има много последователи, които се наричат „джотески“. Най-известните от тях са Бернардо Дади, Аньоло Гади и Лоренцо Монако.

## Кавалетни произведения
Наред с фресковите цикли Джото създава цял ред кавалетни произведения. Това са кръстове-разпятия, отделни олтарни картини и полиптихи. Някои от тези произведения носят подписа на Джото, авторството на други е установено благодарение на съхранили се исторически свидетелства и стилистически анализ. Датировката на голяма част от тях е приблизителна, в някои случаи има широк диапазон (например, седем неголеми сцени от живота на Христа, принадлежащи на един олтар, съхраняващи се в няколко музея, различни експерти датират от 1306 – 1312 година до 1320 – 1325 година).
Кавалетните картини в XIII – XIV век се рисуват на дървени дъски (в Италия това е, като правило, топола). На дъската с помощта на лепило, приготвено от кожи на животни, се залепва платно, на платното се нанася грунд във вид на гипс, размесен със същото животинско лепило, а повърхността на гипса се нанася позлата. После в началото се надраскват контурите на фигурите и след това се нанася рисунката с темперна боя. Такава технология на производство на икони е разпространена във Византия, към нея се придържат и италианските майстори, включително и Джото.
Към ранния период в творчеството на майстора изследователите отнасят голям „кръст-разпятие“, Мадоната с младенеца и два ангела от църква Сан Джорджо алла Коста (Флоренция), олтарен образ „Стигматизация на Свети Франциск“ (Лувър, Париж) и Полиптих от флорентийската църква Бадиа.
„Рисуваният кръст-разпятие“ е около шест метра висок и е създаден за флорентийската църква „Санта Мария Новела“ между 1290 и 1300 година и скоро става образ за подражание (през 1301 година Деодато Орланди вече го копира в „Разпятие“ за църква Сан Миниато ал Тедеско). Тежкото висящо Христово тяло е надарено с толкова земна природа, че от някои даже се възприемало като недостойно за автор като Джото – „знаменития автор на фреските на капела Скровени“. Джото ди Бондоне изписва това „Разпятие“ в съответствие с установения канон – на края на десния и левия лъч от кръста да се изобразяват скърбящите Мария и Йоан Богослов. Стилистически те са близки до изображенията на Исаав и Яков от историята на Исаак, изписана от Джото в Горната църква „Сан Франческо“ в Асизи. Произведението няма подпис на автора, но е известно, че „Разпятие“ от църквата „Санта Мария Новела“ се „помни“ като творение на Джото и се споменава от италианския историк на изкуството от XV век Лоренцо Гиберти, и че през 1312 година е засвидетелствано присъствие на „някакво разпятие“ на Джото в тази църква. Изследователите виждат тясна близост между фигурите на Мария и Йоан към две догръдни изображения на ангели на остатъците от най-прославеното произведение на Джото – „мозайка Навичела“ на фасадата на катедралата „Свети Петър“ в Рим, впоследствие напълно преработена при реконструкцията на базиликата, започната от папа Юлий II.
- „Стигматизация на св. Франциск“. 1295 – 1300 г. Лувър, Париж
- „Сънят на Инокентий III“
- „Утвърждаване на устава на францисканския орден“
- „Проповед на птиците“

## Галерия
- Въведение в храма
- Бягство в Египет
- Поклонение на влъхвите